# Peak – Über allen Gipfeln
Peak – Über allen Gipfeln (italienischer Titel Peak – un mondo al limite) ist ein deutsch-italienischer Dokumentarfilm, der über den Zeitraum eines Jahres die Baumaßnahmen und Produktionsprozesse rund um den Wintertourismus in den Alpen betrachtet und diesen die Lebensweise in nahezu verlassenen italienischen Bergdörfern gegenüberstellt.

## Handlung
Ohne jeden Off-Kommentar zeigt der Film Szenen von der „Bewirtschaftung“ der Berge für den Wintersport und die damit einhergehende Technisierung. Die Vermattung der Gletscher ist dabei ebenso Thema wie nächtliche Pistenpräparierung, großflächige Beschneiung in Sölden und Schneeerzeugung selbst auf dem Pitztaler Gletscher. Die beobachteten Personen beschreiben und reflektieren dabei selbst ihre Tätigkeit. Der größte künstliche Speichersee Tirols am Tiefenbachferner  wird in seinen verschiedenen Bauphasen dokumentiert sowie Wintertouristen in unterschiedlichen Situationen. Einer der wenigen auch im Sommer ansässigen Bewohner von Tignes führt durch den menschenleeren Ort, einen Kontrast bildet der Menschenauflauf bei einer Bergankunft des Giro d’Italia. Diese Eindrücke aus Hochburgen des Fremdenverkehrs wechseln ab mit Beobachtungen aus dem piemontesischen Bergdorf Rimella, in dem nur noch wenige Alte wohnen, die sich hauptsächlich von eigener Landwirtschaft ernähren, ohne Strom oder Telefon leben und deren Betrachtungen den Gegenpol zu den Aufnahmen aus den Tourismuszentren bilden.

## Auszeichnungen
Peak hatte seine Premiere 2011 auf dem Festival DOK Leipzig und erhielt dort den 1. Preis des Goethe-Instituts für den besten Dokumentarfilm. Die Jury begründete ihre Entscheidung:

„Der Film zeichnet sich aus durch eine überwältigende Bildsprache, die im Format des Cinemascopes einen angemessenen ästhetischen Ausdruck findet. Exemplarisch wird das universelle Thema der Zerstörung der Natur durch den Menschen dem Zuschauer eindrucksvoll vermittelt. Dieses vermag der Film ohne wertenden Kommentar allein durch die Bilder industrieller Eingriffe in eine jahrhundertealte Kulturlandschaft zu zeigen. Die systematische Zerstörung der Natur des Alpenraums und der Verlust von Heimat durchbricht radikal die Genreerwartung des traditionellen Heimatfilms.“

Mit dieser Auszeichnung erwarb das Goethe-Institut auch die Lizenzen, um den Film weltweit zeigen zu können und finanziert die Untertitelung in bis zu zehn Sprachen.

## Kritiken
„Ein verstörendes Natur- und Gesellschaftsporträt. Peak – Über allen Gipfeln zeigt die unauslöschlichen Spuren unserer Technik. […] Und stellt Fragen: Wie künstlich darf eine Landschaft sein? Wie künstlich muss sie sein, damit sie unserer Vorstellung vom Alpenidyll gerecht wird? Wie gehen wir mit unserer Natur um und mit ihren Ressourcen?“

„Peak ist ein Film über die Industrialisierung der Alpen und das Versiegen ihrer wichtigsten Ressource. […] Dabei führt Hannes Lang, 1981 in Brixen in Südtirol geboren und selbst in den Bergen aufgewachsen, niemanden vor. Er führt etwas vor Augen.“

„So sehr Peak als Dokument der zerstörerischen Logik des Konsums beeindruckt, so wenig erschöpfen sich seine Qualitäten im ‚Engagement‘, nicht zuletzt, weil Lang formalistische Leidenschaften hegt, die dem Kino selbst gehören. In seinen Bildern des alpinen Wahns erkennen wir uns selbst, gefangen im Tätigsein und ohne Hoffnung auf Zusammenhang, unfähig zu jenem Überblick, den Lang wieder und wieder in sorgfältig gebauten Tableaus konstruiert. Für mich eines der besten Debüts der letzten zehn Jahre.“

„[…] die Bilder imponieren visuell, die Schnittfolgen und die Analogien, die sie mitbringen, verleihen Peak zusätzliche Qualitäten, doch was ihn absonderlich macht, ist seine Universalität. Abseits dieses Gletschers in Piemont, abseits der Alpen. Sie fängt dort an, wo alles noch so abhängig von der Natur ist, von ihren Launen und Veränderungen. […] Von dieser Utopie der Natur aus, über die Sehnsucht nach ihr, über die Pflege eines sterbenden Gletschers und den Touristen, denen der Kunstschnee ein Naturerlebnis ist, bis hin zu den Städten, bis hin zu diesem Text, da überlappen sich unzählige Schichten der Künstlichkeit. Peak verweist darauf.“

„Mit der Dokumentation sind Lang und seinem Team Aufnahmen von Bestand gelungen, die sich nicht darin erschöpfen, Hypothesen bebildern zu wollen und sich didaktischen oder pädagogischen Zwecken unterzuordnen. Die assoziative Montage, eine vieldeutige Metaphorik und das Fehlen eines Kommentars, der die Bildfügungen festlegt und deutet, rücken Peak nicht bloß in die Nähe des Essayfilms, sondern auch weit weg vom Gros der Dokumentarfilmproduktionen oder den Lehrstunden eines Erwin Wagenhofer.“

„Peak, wohlgemerkt, ist kein Empörungsfilm: Für die Affektinteressen eines gereizten Wutbürgertums bietet er keine Andockfläche. Das Urwüchsige wird gegenüber den Manövern einer ratlosen Industrie nicht essenzialisiert und in Stellung gebracht. Lang beobachtet – und wahrt dabei buchstäblich Distanz: Panorama und Totale genießen unter den Einstellungsgrößen privilegierten Rang. Aus den berüchtigten "Talking Heads", die im Dokumentarfilm sonst salopp Expertisen und Anekdoten beisteuern, werden Menschen in der Landschaft – verloren, unbeholfen, ratlos. Nicht, weil Lang sie denunzieren möchte – sondern, weil es das passende Bild zur Lage ist [...] Filmästhetik wird zum Erkenntnisinstrument. Peak handelt vordergründig von den Bergen und den letzten Dingen sich neigender Kulturen. Ein Krisenfilm, der fünf Jahre nach der Finanzschmelze im Grunde aber – sehr heutig, sehr bildstark – von weit mehr spricht.“

„Visuell beeindruckender Dokumentarfilm, der mit spektakulären Aufnahmen beide Sichtweisen unkommentiert nebeneinander stehenlässt.“

## DVD-Veröffentlichung und Ausstrahlung
Peak erschien am 18. Oktober 2013 auf DVD. Der Film hatte seine Fernsehpremiere in der Nacht vom 2. Februar 2015 in der Reihe „Das kleine Fernsehspiel“ des ZDF unter dem Titel „Über allen Gipfeln“.